# Sematophyllum subpinnatum
Sematophyllum subpinnatum är en bladmossart som beskrevs av Nathaniel Lord Britton 1918. Sematophyllum subpinnatum ingår i släktet Sematophyllum och familjen Sematophyllaceae. Inga underarter finns listade i Catalogue of Life.